# Sinka József (egyházi író)
Sinka József (Sepsiszentgyörgy, 1913. február 23. – Sepsiszentgyörgy, 1988. április 6.) erdélyi magyar református egyházi író, költő, szociográfus.

## Életútja
A gimnáziumot Sepsiszentgyörgyön, a Székely Mikó Kollégiumban végezte (1930), majd a kolozsvári Református Teológián lelkészi képesítést szerzett (1934). 1934–39 között segédlelkész Aranyosgyéresen, Marosvásárhelyen, Sepsiszentgyörgyön és Kolozsváron; 1939-től parókus lelkész a kalotaszegi Váralmáson, nyugdíjazásáig (1975). 1941-től lelkészi értekezleti titkár, négy év múlva belmissziói előadó, egy évvel később tanácsbíró.
1932-ben jelent meg első írása az Ifjú Erdélyben, majd a Pásztortűz, Ellenzék, Ifjú Erdély, valamint a Berde Mária szerkesztette Istenes énekek (Nagyvárad, 1938) közölte verseit. Segédszerkesztője volt a Református Ifjúság c. lapnak (1935), főmunkatársa a Harangszónak (1940–44).
Tanulmányai a Református Szemlében, Az Útban, a Kiáltó Szóban és a Hitelben láttak napvilágot; különlenyomatban a Hitel 1937. évi 3. számából az Adatok a kolozsvári iparos és kereskedő ifjúság társadalmi viszonyainak tanulmányozásához című (Kolozsvár, 1937).
1945-től munkáit csupán egyházi lapok közölték. Kéziratban maradtak szentírás-magyarázatai Márk és Lukács evangéliumaihoz, a Zsoltárok Könyvéhez és Péter I. leveléhez. Verses hagyatékából Jenei Tamás válogatott egy kötetre valót s jelentette meg Ember szeretnék lenni címmel (Kolozsvár, 1995).